# Rushan
Rushan är en stad på häradsnivå som lyder under Weihais stad på prefekturnivå i Shandong-provinsen i norra Kina. Den ligger omkring 410 kilometer öster om provinshuvudstaden Jinan. Ortens namn betyder bokstavligen "bröstberget", vilket syftar på ett bröstformat berg beläget i orten.